# Vincent Millot
Vincent Millot (* 30. Januar 1986 in Montpellier) ist ein ehemaliger französischer Tennisspieler.

## Karriere
Millot trat ab 2004 bei Future-Turnieren in der Qualifikation an. Er konnte im Juli 2004 seine ersten Weltranglistenpunkte sammeln und stand im August 2006 erstmals im Finale eines Future-Turniers, einen Monat später folgte schon die nächste Finalteilnahme. Im Jahr 2007 erreichte er drei weitere Future-Endspiele, der erste Titel ließ jedoch weiterhin auf sich warten. Dennoch konnte er erstmals ein Jahr in den Top 500 der Weltrangliste beenden. Auch 2008 konnte Millot bei zwei Future-Finalteilnahmen keinen Titel gewinnen. Auf Challenger-Ebene gewann er in diesem Jahr erstmals ein Match.
Im Februar 2009 gewann Millot dann in Kanada schließlich seinen ersten Future-Titel. Nach zwei weiteren verlorenen Endspielen bei Future-Turnieren erreichte er im Juni 2009 in Mailand zum ersten Mal das Finale eines Challenger-Turniers, in dem er Alessio di Mauro unterlag. Nur einen Monat später stand er in Manta erneut in einem Challenger-Finale, doch wieder ging er gegen Horacio Zeballos als Verlierer vom Platz. Diese Erfolge beförderten ihn in die Top 250 der Weltrangliste und so konnte er im August 2009 bei den US Open erstmals an der Qualifikation für ein Grand-Slam-Turnier teilnehmen. Er scheiterte in der ersten Qualifikationsrunde; dagegen gelang ihm zwei Monate später in Lyon die erfolgreiche Qualifikation für sein erstes ATP-Turnier. In der ersten Hauptrunde war er gegen den Top-100-Spieler Olivier Rochus jedoch chancenlos. Im November 2009 schaffte Millot beim Paris Masters erneut die Qualifikation für ein ATP-Turnier. Dabei besiegte er in der Qualifikation mit Simone Bolelli und Frederico Gil zwei Top-100-Spieler. Sein erster Hauptrundensieg blieb ihm gegen den Weltranglisten-20. Tomáš Berdych jedoch versagt.
Im Jahr 2010 konnte sich Vincent Millot trotz zahlreicher Versuche nicht für ein ATP-Turnier qualifizieren. Auf Challenger-Ebene spielte er allerdings konstant; er erreichte zwar kein Finale, aber zweimal das Halbfinale sowie mehrmals das Viertelfinale, und schaffte so im August 2010 erstmals den Sprung in die Top 200. Im Januar 2011 feierte Millot dann seine bislang größten Erfolge. Zunächst gewann er in Nouméa gegen Gilles Müller seinen ersten Challenger-Titel. Zwei Wochen später konnte er sich bei den Australian Open nach drei glatten Siegen erstmals für ein Grand-Slam-Turnier qualifizieren. In der ersten Hauptrunde traf er auf den an Position 11 gesetzten Jürgen Melzer, gegen den er in drei Sätzen ausschied. Auch die Hauptfelder der übrigen Grand-Slam-Turniere erreichte er im Verlauf seiner Karriere, einzig bei den Australian Open 2014 gelang ihm dabei der Einzug in die zweite Runde. 2015 sicherte er sich in Granby seinen zweiten Titelgewinn auf der Challenger Tour, als er Philip Bester im Finale mit 6:4 und 6:4 bezwang. Seine Karrierebestmarke in der Einzel-Weltrangliste erreichte er am 10. Oktober 2016 mit Platz 135.
Millot beendete 2019 seine Karriere und wurde Tennistrainer in der kanadischen Stadt Sherbrooke. Dort lernte er bereits 2006 seine spätere Ehefrau kennen, mit der er zwei Kinder hat.

## Erfolge
| Legende (Anzahl der Siege)  |
| Grand Slam                  |
| ATP World Tour Finals       |
| ATP World Tour Masters 1000 |
| ATP World Tour 500          |
| ATP World Tour 250          |
| ATP Challenger Tour (2)     |

### Einzel

#### Turniersiege
| Nr. | Datum          | Turnier | Belag     | Finalgegner   | Ergebnis       |
| --- | -------------- | ------- | --------- | ------------- | -------------- |
| 1.  | 9. Januar 2011 | Nouméa  | Hartplatz | Gilles Müller | 7:66, 2:6, 6:4 |
| 2.  | 26. Juli 2015  | Granby  | Hartplatz | Philip Bester | 6:4, 6:4       |